# Chand Raat

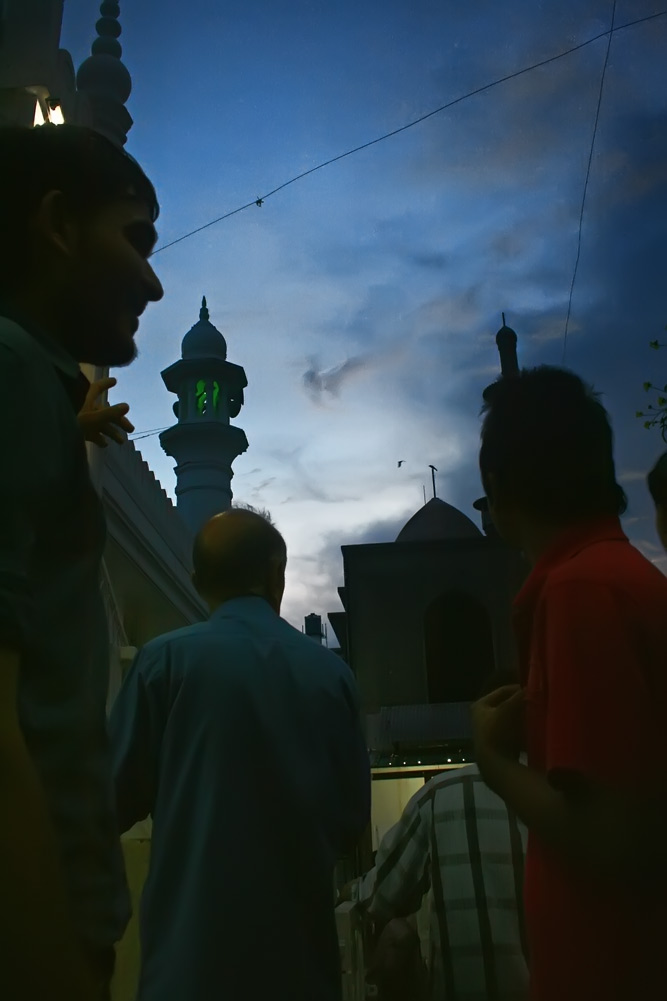
Muslime in Pakistan schauen nach dem Neumond, der das Ende des Ramadan anzeigt

Chand Raat (bengalisch চাঁদ রাত, Urdu چاند رات, Hindi चाँद रात; wörtlich „Nacht des Mondes“) ist in bengalischer Sprache, Urdu und Hindi in Bangladesch, Pakistan und Indien als rhetorisches Stilmittel die Bezeichnung des Vorabends des islamischen Fest des Fastenbrechens (Eid al-Fitr). Es kann auch Neumondnacht für den neuen islamischen Monat Schawwāl bedeuten. 
Chand Raat ist eine Zeit des Feierns, in der Freunde und Familien am letzten Tag des Ramadan zusammenkommen um den Neumond zu suchen. Die Sichtung des Neumonds weist auf den islamischen Monat Schawwāl hin. Die Menschen beglückwünschen sich nach der Sichtung mit Chand Raat Mubarak („Ich wünsche eine gesegnete Nach des Neumondes“) oder Eid Mubarak („Gesegneten Eid-Tag“). Frauen und Mädchen bemalen ihre Hände mit Mehndi und nutzen den letzten Tag des Ramadan für Einkäufe und Kochen von Speisen. Geschäfte werden anlässlich Chand Raat mit Girlanden und Lichterketten verziert und haben bis spät in der Nacht geöffnet. Die Feiern rund um Chand Raat in ganz Südasien durch Muslime (und Nicht-Muslime) können in ihrer soziokulturellen Signifikanz mit den Feierlichkeiten rund um Heiligabend verglichen werden.

## Etymologie
Chand Raat setzt sich aus den Wörtern für Mond (Sanskrit चंद्र candrá) und Nacht (Sanskrit रात्रि rā́tri) zusammen.

## Hintergrund
Die Feierlichkeiten zu Chand Raat beginnen am Vorabend des Fests des Fastenbrechens, das am ersten Tag des Schawwāl gefeiert wird. Der Beginn des Ramadan hängt von der Sichtung des Mondes ab. In Pakistan wird die Sichtung durch das Ruet-e-Hilal-Komitee bekanntgegeben. Das Komitee wurde 1974 in Pakistan ins Leben gerufen. Ihm steht ein Mufti vor, der von 150 Wetterbeobachtungsstationen der Pakistanischen Meteorologischen Dienstes unterstützt wird. Die Festlichkeiten zu Chand Raat sind größer als die zum Islamischen Opferfest (Eid ul-Adha).

## Festlichkeiten

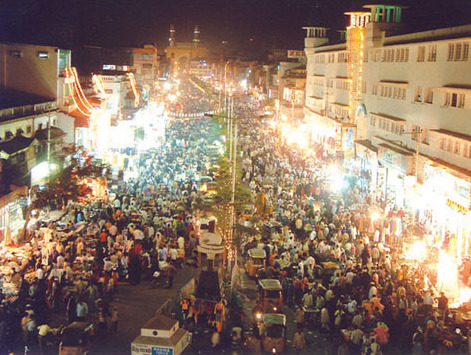
Einkaufsstraße während des Chand Raat in Hyderabad, Indien

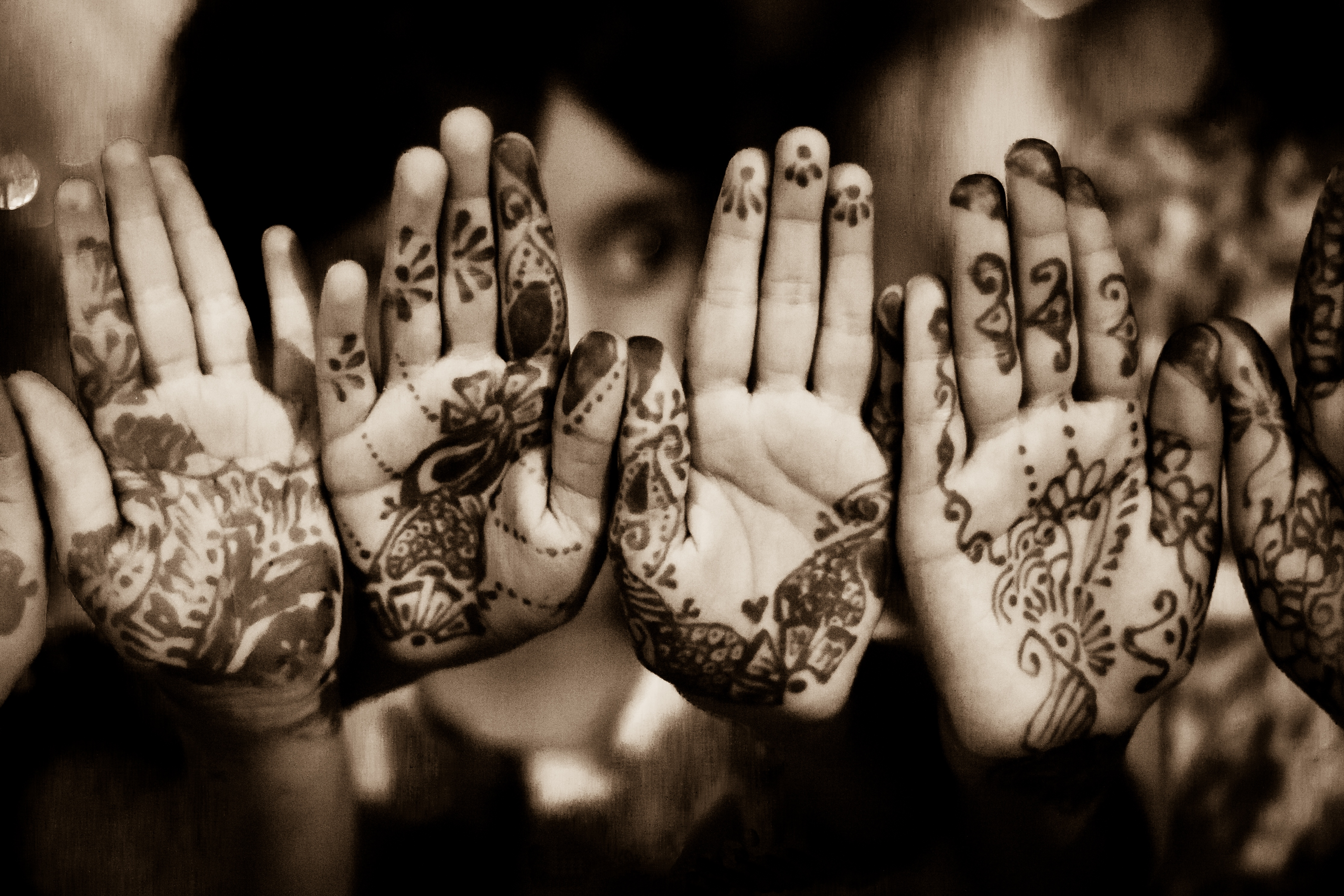
Anlässlich Chand Raat mit Mehndi bemalte Hände

Die Festlichkeiten zu Chand Raat beginnen mit der Bekanntgabe der Sichtung des Neumondes durch das Ruet-e-Hilal-Komitee. Die Sichtung wird in Moscheen, im Radio und im Fernsehen bekanntgegeben. Fast sofort danach beginnt das Feiern und dauert bis zum Morgengebet Fadschr an. Banken, Märkte, Regierungsgebäude und Moscheen sind mit Lichterketten geschmückt. Ganze Familien besuchen während des Chand Raat lokale Einkaufszentren, Basare und Märkte. Frauen kaufen traditionell die Kleidung Salwar Kamiz, Schmuck, Handtaschen und Churiyaa genannte Armreifen. Männer nutzen Chand Raat, um sich Schuhe zu kaufen. Die Kinder bekommen Spielzeug, während Freunde mit Geschenken und Süßigkeiten bedacht werden. Die Schönheitssalons und Friseure sind am Abend des Chand Raat in Vorbereitung des Fests des Fastenbrechens sehr gut besucht. Frauen und Mädchen verzieren ihre Hände mit der ornamentalen Henna-Bemalung Mehndi. Chand Raat wird zudem genutzt, um sich mit entfernteren Verwandten und Freunden zu treffen.